# Achille Funi
Achille Virgilio Socrate Funi, né le 26 février 1890 à Ferrare et mort le 26 juillet 1972 à Appiano Gentile, est un peintre et professeur italien, l'un des initiateurs du mouvement artistique du Novecento en 1922 à Milan. Il est également sculpteur, architecte, illustrateur, scénographe et graphiste. Dans les années 1930, il théorise et pratique le retour à la peinture murale.

## Biographie
Achille Virgilio Socrate Funi naît le 26 février 1890 à Ferrare.
Il est diplômé en 1910 de l'Académie des Beaux-Arts de Brera et rejoint le mouvement futuriste en 1914. « Pris par la nécessité de redécouvrir ces valeurs plastiques et rythmiques que la peinture du dernier XIXe siècle avait complètement perdues » (Autoprésentation, Prima Quadriennale...), Funi développe une forme particulière de futurisme qui, dans la décomposition des formes et des volumes, se manifeste d'une certaine manière au dynamisme de Boccioni, et ce n'est pas un hasard si ce dernier lui consacre l'un des très rares articles monographiques sur ses contemporains.
Ses neuf œuvres sont exposées à l'exposition des Nuove Tendenze (Nouvelles Tendances), qui se tient à la Famiglia Artistica de Milan en 1914.
Lorsque la Première Guerre mondiale éclate, Funi se retrouve dans le groupe des Marinettiens, s'engageant dans le bataillon de cyclistes volontaires lombards.
De retour à Milan, il découvre une situation changée : beaucoup de ses amis sont tombés à la guerre ou sont morts de la grippe espagnole, tandis que le clan marinettien a greffé son élan révolutionnaire dans un contexte plus politique. En mars 1919, Funi se joint à la célèbre réunion de la Piazza San Sepolcro à Milan, qui est le fondement du fascisme. 
En 1923, à l'initiative de Margherita Sarfatti et de Lino Pesaro, le groupe Novecento naît et Funi figure parmi ses fondateurs avec Anselmo Bucci, Leonardo Dudreville, Mario Sironi, Ubaldo Oppi, Emilio Malerba et Pietro Marussig.
Son travail de fresquiste et de mosaïste comprend les fresques décoratives pour le Triennat de Milan de 1930 à 1940 , les fresques décoratives pour la salle Arengo (anciennement salle de la Consulta) du Palazzo Municipale de Ferrare, fresques dans le Temple du Christ Roi à Rome, à S. Giorgio Maggiore et dans le Palais de Justice de Milan et lagrande mosaïque dans la Basilique Saint-Pierre à Rome.
Dans les années 1940, il enseigne la peinture à l'Académie des Beaux-Arts de Brera, à Milan. En 1945, il obtient la chaire de peinture à l'Académie Carrara de Bergame et en devient plus tard le directeur, succédant à Luigi Brignoli. Dans les années cinquante, il retourne enseigner à Brera. Ses élèves sont Fernando Carcupino, Oreste Carpi, Giuseppe Ajmone, Valerio Pilon, Alberto Meli, Umberto Mariani.
En 1949-1950, Funi s'associe au projet de la collection Verzocchi, sur le thème du travail, en envoyant, outre un autoportrait, l'œuvre Le Sculpteur. La collection Verzocchi est conservée à la Pinacoteca Civica de Forlì.
Il meurt le 26 juillet 1972 à Appiano Gentile.

## Œuvres
- Portrait d'une sœur, 1921[5].
- Autoportrait en jeune homme, 1924[6].
- Le mythe de Ferrare, sala dell'Arengo Palais municipal de Ferrare, 1934-1937.

## Achille Funi dans les musées
- Galerie Guggenheim de Venise.
- Musée Filippo De Pisis de Ferrare.
- Pinacoteca Leonida ed Albertina Repaci de Palmi.
- Accademia Nazionale di San Luca, Rome.

Les collections d'art de la Fondation Cariplo comprennent quatre cartons de Funi

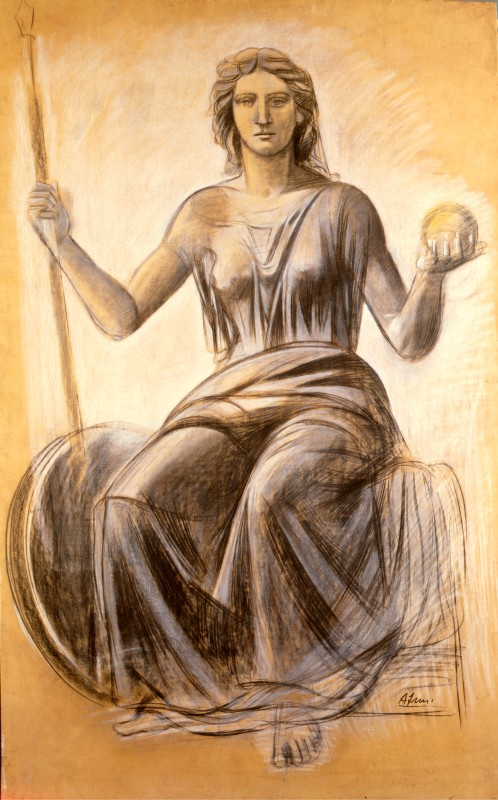
Dea Roma.
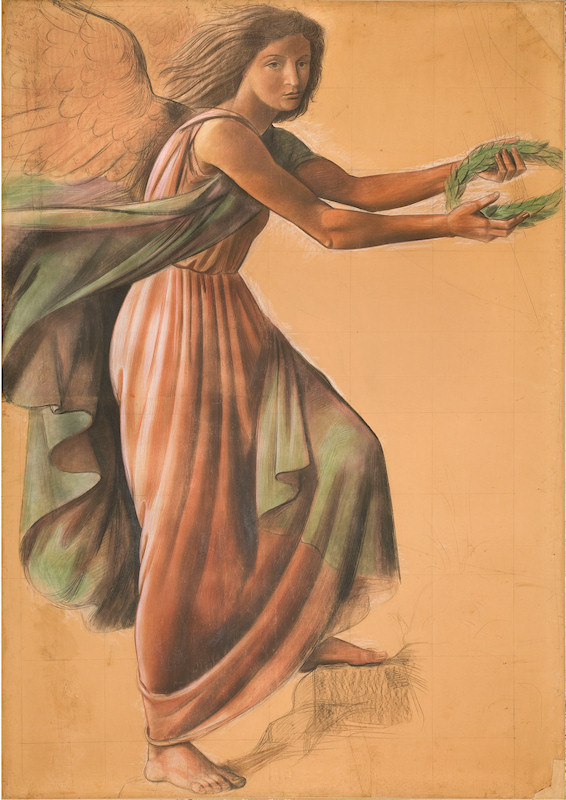
La Gloria.
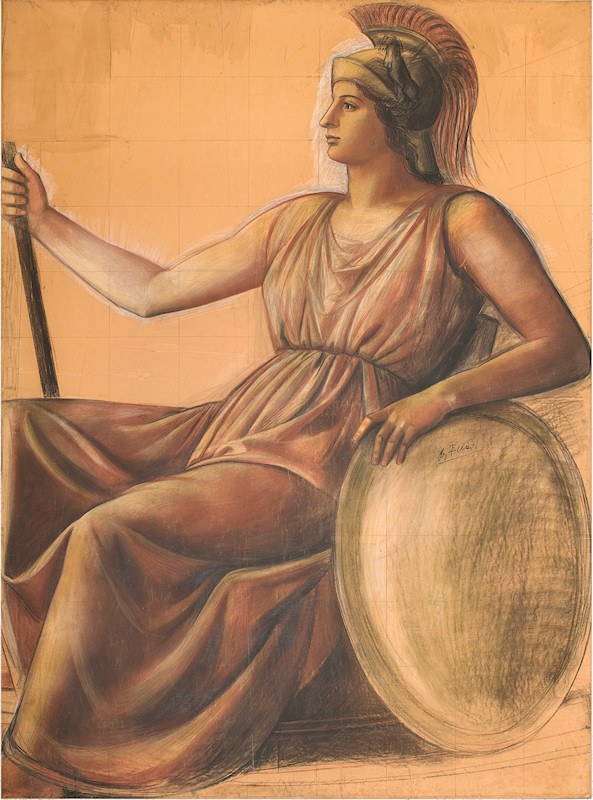
Minerva.
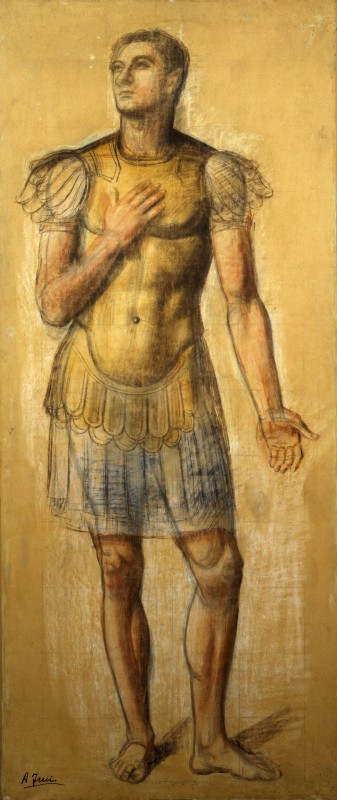
Soldato romano.